# Palazzo Capranica Del Grillo

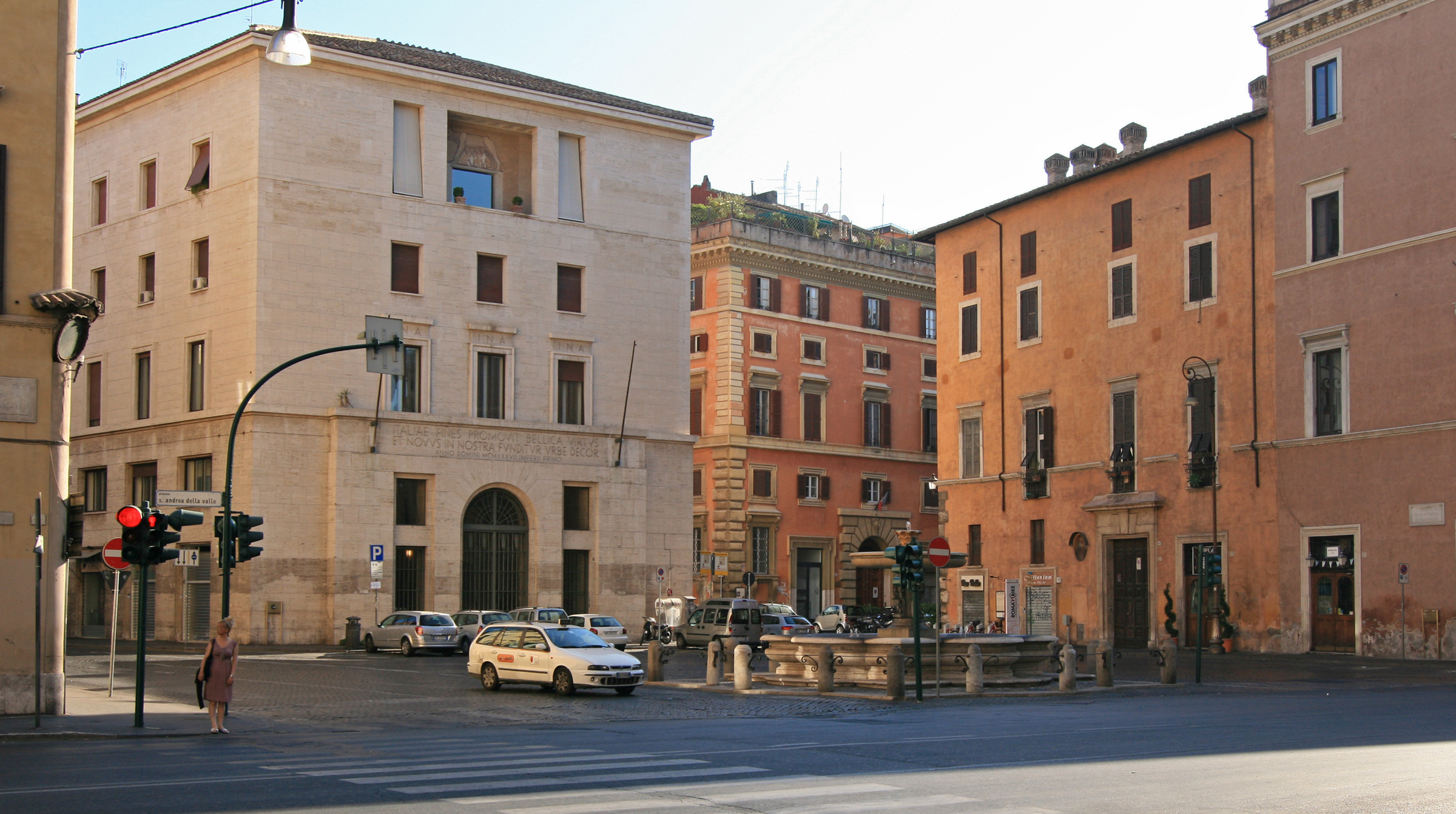
Nesta imagem da Piazza di Sant'Andrea della Valle, o Palazzo Capranica Del Grillo é o meio, mais ao fundo. À direita está o Palazzo Della Valle e à esquerda, o moderno Palazzo INA a Piazza della Valle.

Palazzo Capranica Del Grillo é um palácio localizado no Largo Teatro del Valle, no rione Sant'Eustachio, com fachadas também na Via del Teatro Valle e na Via del Melone.

## História
Este palácio foi construído originalmente no século XVI para o cardeal Andrea Della Valle, mas passou em seguida para a família Capranica quando se tornou proprietária a sobrinha e herdeira do cardeal, Faustina Della Valle, esposa de Camillo Capranica. Seu nome é uma referência ao fato de os Capranica terem herdado o nome e os bens dos marqueses Del Grillo. Em 1684, a Accademia di Francia se mudou do Palazzo Caffarelli para o Palazzo Capranica Del Grillo e ali permaneceu até 1725, quando se mudou novamente para o Palazzo Mancini al Corso. Entre 1726 e 1727, Tommaso Morelli construiu um pequeno teatro, conhecido como Teatro Valle, madeira no pátio interno. Ele também ligou o palácio ao aqueduto Água Feliz, reestruturou o piso nobre e construiu dois novos apartamentos no ático acima do beiral. Em 1820, o arquiteto Pietro Camporese reconstruiu o palácio em tijolos. 

## Descrição
O piso térreo se abre num belo portal com uma cornija de silhares radiantes e encimado pela inscrição "GENS CAPRANICA OPERIBUS AMPLIATIS RESTITUIT A MDCCCLXXIX" ("A família Capranica restaurou e ampliou em 1879"). Acima do portal está um brasão da família, três pinheiros justapostos e amarrados com uma corda que termina numa âncora. 
O hall de entrada leva a um pátio com janelas do século XVIII decorado com pequenas concha; ele próprio é marcado por uma bela escadaria com balaustrada. O edifício também tem fachadas na Via del Teatro Valle e na Via del Melone, todas com o mesmo esquema decorativo: dois pisos e dois mezzaninos, as janelas do piso nobre apoiadas em mísulas e arquitravadas e um beiral suportado por mísulas decorado com prótromos leoninos.